# News Corporation
«Ньюс корпорейшен» (лат. News Corporation) — международный медиахолдинг, подконтрольный Руперту Мердоку. Медиахолдинг владел, в частности, кинокомпанией 20th Century Fox, телеканалами Fox News, спутниковыми DTH-операторами BSkyB, Sky Deutschland, Sky Italia, Foxtel, информагентством Dow Jones & Company (включая службу Factiva), а также газетами The Wall Street Journal, The Times, The Sun и New York Post.
Выручка News Corporation в 2006 году превысила 25 млрд долл., чистая прибыль составила 2,3 млрд долл.
22 июля 2012 года Руперт Мердок объявил о своём уходе с поста директора двух компаний, входящих в News Corporation — News International и Times Newspapers Holdings Limited. Причиной отставки стала предстоящая реструктуризация корпорации. В результате реорганизации появились новые медиахолдинги — News Corp и 21st Century Fox.

## История
В 1984 году News Corp приобрела Chicago Sun-Times у Field Enterprises (позже проданную в 1986 году дочерней компании American Publishing Company канадского Hollinger) за 90 млн долларов, а также Travel Weekly и другие отраслевые журналы у Зиффа Дэвиса. В марте 1985 года News Corp купила 50 % акций TCF Holdings, холдинговой компании киностудии 20th Century Fox, у Марка Рича за 162 млн долларов, а позже в сентябре приобрела оставшуюся долю у Марвина Дэвиса за 325 млн долларов.
Через два месяца после приобретения 50 % акций TCF Holdings, 6 мая 1985 года, News Corp объявила, что покупает телевизионные станции Metromedia более чем за 2 млрд долларов.
В 1987 году News Corp приобрела книжное издательство Harper and Row. А позже в 1989 году приобрела британского книгоиздателя William Collins, Sons.
В 1988 году News Corp приобрела базирующуюся в Филадельфии компанию Triangle Publications, издателя журналов TV Guide, Seventeen и Daily Racing Form, за 3 млрд долларов. Чтобы собрать деньги, публикации о путешествиях были проданы британской издательской компании Reed International.

## Дело «Ньюс корпорейшен»
В июле 2011 года «Ньюс корпорейшен» оказалась в центре крупного скандала, связанного с незаконным прослушиванием журналистами изданий компании телефонов политиков, «звёзд» и простых граждан. Это привело к закрытию имеющего 168-летнюю историю и принадлежащего компании британского таблоида News of the World. Тогда же было объявлено о начале расследования со стороны ФБР деятельности News Corp.